# Distretto di Kurung Kumey
Il distretto di Kurung Kumey è un distretto dell'Arunachal Pradesh, in India. Il suo capoluogo è Koloriang.
Il distretto è stato istituito il 16 aprile 2001 separandolo dal distretto del Basso Subansiri, per facilitare l'amministrazione degli abitanti della parte più remota dello stato dell'Arunachal Pradesh, soprattutto di coloro che vivono presso il confine indo-cinese.
Il capoluogo del distretto è stato inizialmente Palin per poi essere trasferito a Koloriang.
Confina a nord con il Tibet, ad ovest con il distretto del Kameng Orientale, a sud con il distretto di Papum Pare e ad ovest con quelli dell'Alto Subansiri e Basso Subansiri